# قاي ستيفنز
قاي ستيفنز (بالإنجليزية: Guy Stevens)‏ هو منتج أسطوانات وملحن بريطاني، ولد في 13 أبريل 1943 في لندن في المملكة المتحدة، وتوفي بنفس المكان في 28 أغسطس 1981 بسبب جرعة زائدة.